# نیل یورتسور
نیل یورتسور، نوازنده و آهنگساز کُرد است. او در سال ۱۹۷۲ در کیغی در استان بینگول در ترکیه متولد شد. در سال ۱۹۹۲، او فعالیت‌های موسیقی خود را در MKM (مرکز فرهنگی بین‌النهرین) آغاز کرد. او از بنیانگذاران گروه موسیقی آتش زندگی (Koma Agirê Jiyan) بود و در سال ۱۹۹۶ آلبوم Koma Agirê Jiyan را تنظیم کرد.
او در سی و نهمین دوره جوایز پروانه طلایی که در ژوئن ۲۰۱۲ برگزار شد جایزه بهترین موسیقی سریال تلویزیونی را برای  اسمش را فریحا گذاشتم دریافت کرد.

## متن ترانه فراموشم نکن
ترانه فراموشم نکن یکی از ترانه های متن فیلم اسمش را فریحا گذاشتم است. موسیقی متن این فیلم برنده سی و نهمین دوره جوایز پروانه طلایی است. متن شعر این ترانه توسط نیل یورتسور و جم تونجر نوشته و توسط خواننده ایلم آکتاش (Eylem Aktaş) اجرا شده است.
پرنده ای هستم که در قلب تو لانه ساخته‌ام
هیچ‌کس را ندارم و تنها هستم
در قلب تو سرپناه یافته‌ام
ترکم نکن
نگاه کن تنها به سوی تو آمده‌ام
گویی که زندگی بزرگ‌ترین دشمن است
مرا در مشتت پنهان کن
مرا ترک نکن
نگاه کن تنها به سوی تو آمده‌ام
گویی که زندگی بزرگ‌ترین دشمن است
مرا در مشتت پنهان کن
مرا ترک نکن
با نگاه پر از عشقت
کوه‌ها در قلبم فرو می‌ریزند
تمام عمرم فدای تو شده است
با لبخند پر از عشقت
کوه‌ها در قلبم فرو می‌ریزند
تمام عمرم فدای تو شده است
از قلبم خون می‌چکد
اگر حرام بر چشمانت اثر گذارد
اگر گناه از بدن همچون گلت گذر کند
اگر دست‌ها جدا شود، اگر راه‌ها بسته شوند
در تمام دنیا با عشقت سفر خواهم کرد
مرا فراموش نکن
اگر دست‌ها جدا شود، اگر راه‌ها بسته شوند
با عشقت در دنیا گم خواهم شد
فراموشم نکن
با نگاه پر از عشقت
کوه‌ها در قلبم فرو می‌ریزند
تمام عمرم فدای تو شده است
با لبخند پر از عشقت
کوه‌ها در قلبم فرو می‌ریزند
تمام عمرم فدای تو شده است